# Ракалово
Рака́лово (рос. Ракалово) — присілок у складі Білохолуницького району Кіровської області, Росія. Адміністративний центр Ракаловського сільського поселення.
Населення поселення становить 183 особи (2010, 198 у 2002).
Національний склад станом на 2002 рік — росіяни 98 %.